# Vampirina (serie de televisión)
Vampirina es una serie de televisión animada creada por Chris Nee. Basada en la serie de libros Vampirina Ballerina escritos por Anne Marie Pace y publicados por Disney-Hyperion, la serie fue estrenada en Disney Junior y Disney Channel el 1 de octubre de 2017. Incluye varios miembros del equipo que trabajaron en otra serie de Disney Junior creada por Nee, Doc McStuffins. Vampirina recibió críticas generalmente positivas de los críticos.
La serie finalizó el 28 de junio de 2021, tras tres temporadas y 75 episodios.

## Premisa
Vampirina sigue la historia de Vampirina "Vee" Hauntley, quien se convierte en la chica nueva del barrio tras mudarse con su familia de Transilvania a Pensilvania para abrir un hostal local llamado Scare B&B ("La Pensión del Terror" en España/"El Fantasmihotel" en Hispanoamérica), donde se alojan necrófagos y goblins. La familia Hauntley debe aprender a vivir al estilo de Pensilvania, especialmente cuando Vee está en la escuela, mientras mantienen en secreto su vida de monstruos para que los humanos no los asusten.

## Personajes

### Principales
- Vampirina "Vee" Hauntley (voz original de Isabella Crovetti[3]): Una niña vampiro de físicamente 10 años, pero cronológicamente casi 200. A diferencia de los libros en los que la serie se basa, en la adaptación televisiva ella y su familia tienen piel azul y supervelocidad. Ella es la cantante principal y la intérprete de spookylele de su banda, las Ghoul Girls.
- Oxana Hauntley (voz original de Lauren Graham[4]) y Boris Hauntley (voz original de James Van Der Beek[5]): Los padres Vee, y propietarios de Scare B&B. Ambos hablan con acento transilvano.
- Demi (voz original de Mitchell Whitfield[6]): Un fantasma azul que vive con la familia Hauntley, y amigo cercano de Vee.
- Gregoria (voz original de Wanda Sykes[7]): Una gárgola de 473 años que vive con la familia Hauntley.
- Poppy Peepleson (voz original de Jordan Alexa Davis): Una niña de 8 años, mejor amiga y vecina de Vee. Es la hermana de Edgar e hija de Edna. Ella es la primera humana que descubre la verdadera identidad de Vee, manteniendo su secreto. Ella es la batería de la banda Ghoul Girls. Ella y su familia son de ascendencia hispana. Su nombre parece ser una referencia al seudónimo del autor de ficción gótica Billy Martin, Poppy Z. Brite.
- Bridget (voz original de ViviAnn Yee): Una chica muy tímida y nerviosa de 9 años, y una de las mejores amigas de Vee. Pronto descubre la identidad de Vee y, al igual que Poppy, promete mantenerla en secreto. Tiene una gata sphynx de mascota llamada Miss Cuddlecakes. Es la bajista de las Ghoul Girls. En el episodio "Double Double Halloween Trouble" se revela que es parcialmente judía.
- Edgar Peepleson (voz original de Benji Risley): Es el hermano gemelo mayor de Poppy e hijo de Edna, amigo de Vee. Es un entusiasta de los monstruos y dirige un vlog llamado "Rarezas Semanales". Al final de la segunda temporada finalmente descubre que Vee y su familia son vampiros, y que los monstruos son reales cuando visita Transilvania, pero al igual que Poppy y Bridget promete no decírselo a nadie. Es el percusionista y único chico de las Ghoul Girls. Similar a su hermana, su nombre parece ser una referencia al de un autor de ficción gótica, en su caso Edgar Allan Poe.

### Secundarios
- Wolfie Hauntley (voz original de Dee Bradley Baker[8]): Un perro morado, mascota de la familia Hauntley, el cual obtiene la forma de un hombre lobo durante la luna llena o tras beber leche.
- Penelope: Una planta monstruosa que es mascota de la familia Hauntley.
- Chef Remy Bones (voz original de Ian James Corlett[9]): Un esqueleto que trabaja como chef en el Scare B&B. Habla con acento francés.
- Edna Peepleson (voz original de Cree Summer[10]): Madre de Poppy y Edgar, y vecina de la familia Hauntley.
- Nanpire ("Vampinana" en España/"Abuempira" en Hispanoamérica; voz original de Patti LuPone[11]) y Grandpop ("Abuelo" en España/"Abuempiro" en Hispanoamérica; voz original de Brian Stokes Mitchell[12]): Son los abuelos paternos de Vee. Ambos hablan con acento transilvano.
- Sr. Gore (voz original de Dee Bradley Baker[13]): Profesor en la escuela de Vee. Su apellido hace referencia al género de terror de mismo nombre.

## Lanzamiento
Vampirina se estrenó el domingo 1 de octubre de 2017 en Estados Unidos con dos episodios consecutivos transmitidos simultáneamente en Disney Channel y Disney Junior. De los 15 episodios de la primera temporada, 10 se estrenaron durante octubre para complementar la serie de Halloween y también se incluyeron en los canales de streaming y video bajo demanda de Disney Junior. La segunda temporada fue estrenada el 7 de diciembre de 2018, mientras que la tercera temporada se estrenó el 5 de octubre de 2020. Vampirina fue emitida en 115 países y se tradujo a 15 idiomas. Tras tres temporadas y 75 episodios, la serie finalizó con su último episodio el 28 de junio de 2021.

## Recepción

### Crítica
Emily Ashby de Common Sense Media le dio a Vampirina una calificación de cuatro de cinco estrellas, elogió la presencia de mensajes positivos y modelos a seguir, citando la amistad y la honestidad, y escribiendo que «las vivaces aventuras de la chica vampiro promueven la tolerancia». Dave Trumbore de Collider incluyó a Vampirina en su lista de "Mejores debuts de series animadas de 2017", diciendo que el programa es «una versión súper linda de The Munsters o La familia Addams con un poco del "niño nuevo en la escuela" incluido por si acaso».
Charles Curtis de USA Today clasificó a Vampirina en el quinto lugar en su lista de los "20 mejores programas para niños del momento (marzo de 2020)", calificándolo de «una delicia con algunas grandes voces de celebridades». Ryan Britt de Fatherly clasificó a Vampirina en el puesto 87 en su lista de los "100 mejores programas de televisión para niños de todos los tiempos", mencionando: «Para los niños que tienen dificultades para sentirse vistos en la escuela, o para cualquiera que se sienta excluido, Vampirina es dulce y más inteligente que su apariencia empalagosa».

### Premios y nominaciones
| Año  | Premio                            | Categoría                                                             | Nominados | Resultado | Ref.          |
| ---- | --------------------------------- | --------------------------------------------------------------------- | --- | --------- | ------------- |
| 2018 | Premios Daytime Emmy              | Dirección Destacada en un Programa Animado                            | Nicky Phelan, Marten Jonmark, Ehud Landsberg, Matteo Ceccotti y Kristi Reed                                                                                         | Nominados | [ 24 ]        |
| 2018 | Premios Daytime Emmy              | Título Principal y Diseño Gráfico Destacado                           | Nicky Phelan, Stephen Robinson, Leigh Fieldhouse y Magnus Kråvik | Nominados | [ 24 ]        |
| 2018 | Premios Daytime Emmy              | Guion Destacado en un Programa Animado Preescolar                     | Chris Nee, Chelsea Beyl, Travis Braun y Jeffrey King | Nominados | [ 24 ]        |
| 2018 | British Academy Children's Awards | Preescolar Internacional                                              | Chris Nee, Norton Virgien, Nicky Phelan | Nominados | [ 25 ] [ 26 ] |
| 2018 | Irish Film and Television Awards  | Mejor Animación - Televisión                                          | Chris Nee, Erik Vignau, Lisa O'Connor | Nominados | [ 27 ]        |
| 2019 | Premios Daytime Emmy              | Mezcla de Sonido Destacado para un Programa de Animación Preescolar   | Jay Culliton, Carlos Sanches y Eric Lewis | Nominados | [ 28 ]        |
| 2019 | Premios Daytime Emmy              | Edición de Sonido Destacado para un Programa de Animación Preescolar  | Otis Van Osten, Marcos Abrom, Jason Oliver, Eric Lewis, Goeun Lee                                                                                                   | Ganadores | [ 29 ] [ 30 ] |
| 2020 | Premios Daytime Emmy              | Serie Aniamda Preescolar Destacada                                    | Chris Nee, Cathal Gaffney, Darragh O'Connell, Norton Virgien, Chelsea Beyl, Gillian Higgins, Colm Tyrrell, Lisa O'Connor, Erik Vignau, Nayanshi Shaw y Jeffrey King | Nominados | [ 31 ]        |
| 2020 | Premios Daytime Emmy              | Canción Original Destacada en un Programa Infantil, Juvenil o Animado | Michael Kooman, Christopher Dimond y Chris Nee por "The Vamp Opera"                                                                                                 | Nominados | [ 31 ]        |

## Serie de acción real
En noviembre de 2024, Disney Channel anunció una nueva serie de Vampirina de acción real, prevista para estrenarse en 2025. En agosto de 2025, se anunció que la serie se titularía Vampirina: Teenage Vampire, en la que se mostraría a la protagonista titular (interpretada por Kenzi Richardson) comenzando el instituto, y los dos primeros episodios estrenándose en Disney Channel el 12 de septiembre y los 16 episodios en Disney+ el 15 de octubre.